# Renaico
Renaico is een gemeente in de Chileense provincie Malleco in de regio Araucanía. Renaico telde 10.250 inwoners in 2017 en heeft een oppervlakte van 267 km².